# Arte decorative

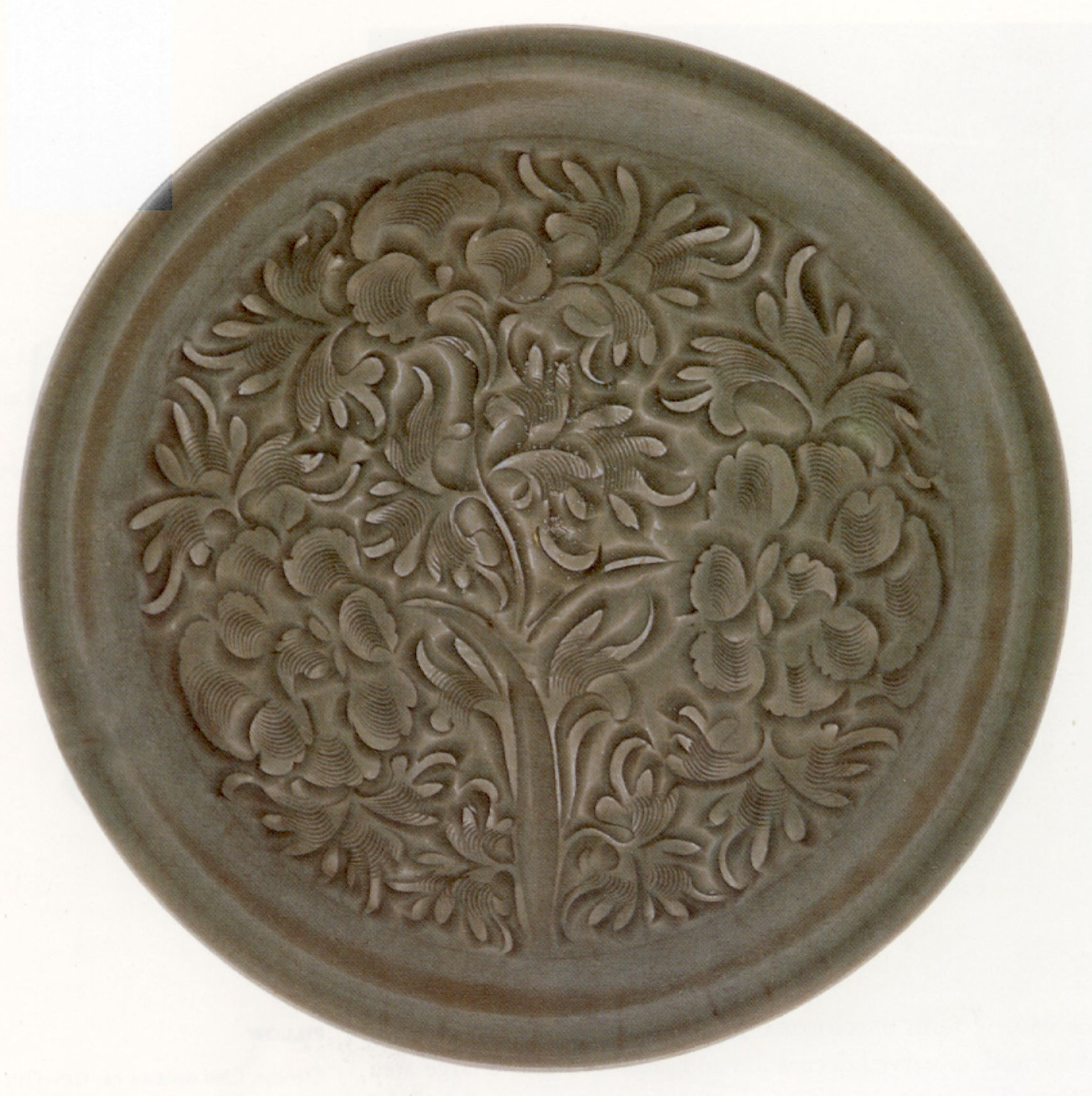
Bol de porțelan gravat.

Artele decorative răspund acelorași trei nevoi sau funcții care, analizate în detaliu, pe obiecte sau amenajări ambientale fixe sau mobile, se întrepătrund, se intercondiționează. 
Acestea pot fi puse în evidență și printr-un exemplu concret, veșmântul (inclusiv veșmântul popular femeiesc) care, și în epocile anterioare și astăzi, are aceleași roluri:
- Funcția utilitar-practică: de a acoperi și de a proteja mai mult sau mai puțin corpul;
- Funcția semiotică: de a explica indirect frumusețea fizică, de a „ascunde” sau de a „trăda” vârsta, profesia, locul (originea), rangul social, de a constitui, în ansamblul lui, într-un semn de comunicare vizuală a „ceva”, a unei idei generatoare sau evocatoare;
- Funcția estetică: prin utilizarea corectă, spre exemplu, a efectului de apropiere-mărire și de depărtare-micșorare a culorilor calde-reci și al valorilor deschise-închise pentru a obține o înfățișare plăcută, armonioasă.

## Artele textile

### Tapiseria
Artele textile cum sunt numite generic tapiseria (din fr. „tapis” = covor țesut sau înnodat), broderia și imprimeul au ceva esențial în comun: firul natural-vegetal sau animalier și artificial; de aici și denumirea de arte ale firului.
Dacă broderia și, mai ales, imprimeul pe suport textil nu s-au ivit în mod exclusiv din nevoi practice vitale, țesătura își are originea în preistorie. Pentru a îmbrăca și proteja atât corpul cât și spațiul de locuit împotriva modificărilor climei și, implicit, ale mediului ambiant, omul a învățat - descoperind unele sugestii în natură - să împletească fibre din coaja copacilor și fire de blană răsucite. Așa a creat - mai cu seamă după inventarea „războiului de țesut” și a metodei de a încrucișa, de a țese fire - diverse acoperăminte, mai ales pentru pereți și pardoseli (pentru că aceste zone să fie mai călduroase, mai prietenoase, să inducă echilibru spațial și plăcere vizual-tactilă. Această metodă a perpetuat țesătura în 2 fețe și foarte diversă ca posibilități de expresie. Ea stă la baza multor soluții și invenții ornamentale și figurale, de cromatică și de tehnică inedită, moderne, în care să combine fire de lână, nailon, paie, rafie, talaș, sfoară, frânghie, fuior etc. cu fragmente de lemn, metal, sticlă, pietre sau chiar obiecte precum clopoței, cuie, sticluțe, rozete etc. 
Marea ei varietate actuală se înscrie între tapiserie murală, clasică (momentele ei strălucite fiind stilurile romantic și gotic ale Evului Mediu și cel excesiv pictural de după Renaștere) și noua tapiserie, în relief și chiar tridimensională. În această ultimă variantă, numită fie „spațială”, fie „fibre-art”, tapiseria capătă un rol ambiental pregnant, creând spații de expunere interactive de tip instalație în care spectatorul intră și iese, circulă. Și totuși tapiseria se folosește în cea mai mare parte, de aceea tehnica străveche a împletitului, pe scurt în 2 operații manuale:
- Prima, încrucișare de fire orizontale variate ca lungime și grosime (băteala sau bătătura) prin fața și prin spatele firelor, fixe, întinse de-a lungul (= urzeala) indiferent de poziția orizontală (basselisse) sau verticală (haute-lissee) a cadrului de lemn;
- A doua, îndesarea firelor de băteală prin bătaie cu o ustensilă specială a fiecărui rând sau a mai multora deodată, în funcție de imaginea proiectată.

Urzeala are rol de armătură și e acoperită în întregime de firele colorate ale bătăturii care formează decorul ornamental sau figural.
Firele bătelii nu traversează obligatoriu toată lățimea țesăturii. De asemenea, în băteală și în urzeală se introduce fire de grosimi și origini diverse (cânepă, mătase) pentru a se obține zone cu facturi diverse. Este de asemenea important ca distanța dintre fire și grosimea firului de lână sau de mătase să se stabilească de la început în funcție de mărimea finală a tapiseriei și în raport cu firele care se împletesc (băteala de fond și băteala ornamental-figurată).
Intre ustensile, cadru de lemn-ghergheful (vertical) și războiul (orizontal) - este elementul central. Celelalte ustensile sunt tasatorul sau chiar furculița cu care se bate firul care se împletește, naveta (suveica la războiul de țesut orizontal) prin care se trece, din ghem, firul de bătătură, vârtelnița (depănătoarea cu care se desfășoară sculurile vopsite și se fac ghem, pe culori.
Cartonul (imaginea proiectat), de regulă, opera unui artist, se așează în spatele urzelii transpus pe hârtie milimetrică sau de calc la scara 1/1 pentru a fi executat în toate detaliile lui liniare și coloristice la mai multe mâini deodată.
Variantele de țesut (împletit) manual după aceeași regulă fundamentală sunt:
- Chilimul sau scoarța: suprafața netedă, cu 2 fețe; firele de urzeală din spate se aduc în față cu ajutorul ițelor; firele de urzeală din față au rostul (= spațiul ce se formează între cele 2 serii de fire de urzeală) format de sulul de rost; pentru firele de bătătură care formează desenul imaginii se fac păpuși (= împletituri în forma de 8 făcute pe degetele mare și mic ale mâinii), una pentru fiecare nuanță; păpușa se trece pe un rost și se întoarce pe al doilea;
- Goblenul (după numele manufacturii care a consacrat-o, „gobelins”), o variantă a chilimului: o suprafață netedă cu o singură față; urzeala este de două ori mai groasă decât bătătură și foarte deasă; firele de bătătură se vopsesc în multiple nuanțe; scurtate prea des, firele rămân cu capetele de pe partea din fața țesăturii, fața fiind de fapt spatele tapiseriei (pentru a o verifica în timpul lucrului țesătoarea folosește o oglindă);
- Gigim, o altă variantă a chilimului: împletirea bătăturii se face printre și peste firele de urzeală, un fir de bătătură cu rol de fond alternând pe toată lățimea cu câte un rând de fire „alese”;
- Karamani, varianta de tapiserie orientală, persană: suprafața cu aspect plușat, cu smocuri și cu singură față; se bazează pe împletirea firelor de bătătura în noduri care, după fiecare rând fixat cu alt fir, continuu, de bătătură, se tund cu foarfeca.

### Imprimeul
Multiplicarea de imagini prin imprimare „este una dintre cele mai vechi meserii. Părerea că ea și-ar avea originea în Evul Mediu este eronată. Chinezilor le era deja cunoscută arta imprimeriei, chiar dacă numai sub forma primitivă a signetului (sigiliul, peceta) gravat adânc când în Europa se mai defrișau pădurile, iar hidromelul se bea din coarne”.
Situate la hotarul dintre artele picturii și genurile decorative cu un foarte accentuat caracter utilitar, imprimeul textil a fost inventat probabil odată cu tiparul. Afirmarea sa deplină și independentă s-a produs în Europa sigur după punerea la punct a multiplicării industriale a textilelor fine, adică abia la începutul sec. XVIII-lea. Precizăm totuși că imprimarea de ornamente pe suport de pânză (de bumbac) este o preocupare extrem-orientală foarte veche. În epoca noastră ea vine din necesitatea de a completa și îmbunătăți ambientul interior cu draperii, perdele, husă de mobile etc. dar și învelișurile corpului, mai cu seamă cele legate de modă.
Se practică modalități precum:
- Imprimeul manual (liber) direct cu pensula, la rece, cu lichide colorate speciale (în compoziția cărora, pe lângă pigmenți, intră și substanțe de fixare numite mordanți: sare de bucătărie, sodă de rufe, oțet); pentru difuzarea uniformă și facilă a colorantului în fibră, se umezește în prealabil locul cu apă sau cu spirt industrial; suprapunerile se fac, fie înainte, fie după ce s-au zvântat cele așternute deja, după cum se dorește a fi imprimarea (ca în tehnica picturii în culori de apă): pe umed - picturală, vibrată, vaporoasă - sau pe uscat, din contră, accentuat plată, decorative, în ambele variante respectându-se regula „de la deschis la închis”;
- Imprimare cu șabloane sau mai nou cu una sau mai multe site foarte dese (de mătase), pentru fiecare culoare o sită, pe care s-au delimitat în prealabil liniile și petele imaginii acoperindu-se cu un lac special zonele prin care nu trebuie sa treacă vopseaua sau cerneala de imprimat, vâscoasă ca o pastă, întinsă apăsat și uniform cu o paletă dreptunghiulară și ușor elastic numită racletă. Aceasta din urmă modalitate de imprimare pe pânză cu ajutorul sitei este „o dezvoltare a procedeului de reproducere cu șablonul, utilizat încă din epoca oamenilor din peșteri”. Serigrafia este consacrată de fapt ca tehnică de gravura utilizată în a produce și multiplica etichete, sigle, embleme, afișe, imprimeuri textile (tricouri, bluze, eșarfe), manufacturier sau industrial;

Între procedeele de imprimare de pânză, în genere pe o țesătură, istoria artelor vizuale a identificat un relativ simplu: cei ce vopsesc batiostele cu desen alb pe fond albastru, numite <după model indian>, au planșete gravate în lemn; ei acoperă planșetele cu ceară dizolvată în esența de terebentină, întind țesătura deasupra și o presează; țesătura prinde soluția de ceară aflată pe desen; vopsitorii o aruncă într-un hârdău și o vopsesc la rece; vopseaua prinde în toate părțile care nu sunt apărate de ceară; ceara se desprinde la fiert, plutește la suprafață și vopsitorii o adună ca s-o folosească din nou.
Este vorba, evident de imprimare ca la boiangerie (în masă prin scufundare într-o singură culoare), dar cu deosebirea esențială că materialul textil a fost acoperit parțial cu o peliculă protectoare. Aceasta este metoda îmbunătățită, astăzi tehnologic este consacrată cu denumirea de imprimare prin procedeu „batique”.

## Arta ceramicii
Ceramica este știința și arta de a realiza obiecte din materiale anorganice, non-metalice care devin solide, dure și durabile prin încălzirea la temperaturi ridicate a unui amestec de compoziție specială și de consistența unui aluat căruia i s-a dat anterior arderii o formă de obiect util sau decorativ.
Îndeletnicire începută în Preistorie ca una din primele dovezi de umanizare a naturii, modelarea argilei - și a altor materii cu proprietăți plastice modelabile - nu are doar origine utilitară, păstrarea alimentelor, ci și una spiritual estetică.
„Modelarea lutului a mers dincolo de satisfacerea nevoilor fizice... mâna omului putea sa producă sinteza între intenția utilitară și intenția spirituală fără a recurge la vreo unealtă”.
Modelajul în lut oferă și astăzi posibilitatea rarisimă ca prin mijloace materiale și tehnice restrânse și la îndemână, copiii, tinerii să se manifeste creativ realizând figurine-jucării, obiecte de podoabă etc. ca și cu mii de ani în urmă: cu același simț al reliefului, al volumului util și totodată decorativ în sine prin alternanța intrândurilor și ieșindurilor modelate cu mâna.
Schimburile relativ echilibrate între om și natură s-au constituit mai cu seamă la începuturile civilizației omenirii - în cicluri complete în care nici intenția utilitară și nici cea spirituală n-au acționat independent una de alta, „impulsurile” cele mai fertile fiind concomitente; o expresie remarcabilă a acestei duble impulsionări, utilitar tehnologice, este tulburarea imagine de „homo significans”, „gânditorul”.
Fără îndoială, descoperirea focului și inventarea roții au favorizat, printre altele și în mod direct atât diversificarea și rafinarea modelarii argilei, cât și apariția a ceea ce înțelegem azi prin ceramică:
- Toate formele de argilă nearsă și arsă (roșie și prin ardere închisă și incompletă, cenușie sau chiar neagră), glazurată sau nu;
- Olăria simplă și plastica mică, într-un cuvânt ceramica fină;
- Ceramica de placare a pereților și de pavimentare folosită în construcțiile edilitare, dar ca și materie primă în mozaicul mural;
- Ceramica grosieră sau majolică, începuturile ei fiind mai restrânse ca forme și variante tehnice.

Eleganța și zveltețea formelor întotdeauna utile și compuse să aibă stabilitate prin ele însele, chiar și atunci când suprafața de sprijin este destul de mică; în forma unui „ol”.
Expresivitatea obiectelor-jucării și a celor de invocație este remarcabilă; Ingeniozitatea decorării prin incizie, excizie, lustruire sau prin câteva culori de o tulburare armonie; ornamental este accent al formei, iar culoarea o înviorează fără a distruge.
Nu întotdeauna și peste tot s-au înțeles bine aceste lecții specifice. Încărcarea excesivă în relief sau cu foarte multe culori, imitarea unor vase sau obiecte din alte materiale sunt exemple de gust îndoielnic. Sunt de remarcat apropierile dintre ceramică și alte arte sau implicațiile ceramicii în ceea ce se poate numi sculpto-ceramică și în mozaicul mural și plăcuțe ceramice industriale (prelucrate).
Obiectele ambientale de interior sau destinate să mobileze o gradină publică realizate din argilă îmbunătățită cu nisipuri sau caolin și arsă până la cimentare sau vitrifiere sunt creații notabile pentru ceea ce trebuie să fie valorificarea autentică a tradiției din ceramică și din sculptură printr-o sinteză tehnologica și de viziune originală, în ambele variante, sinteza înseamnă: 1. finisarea concavităților și convexităților plinului, masei printr-un model fără urme de prelucrare, dar cu păstrarea facturii fine dar amorfe a argilei îmbunătățite; 2. dezvoltarea volumelor ca într-o creștere organică, vegetală, gândită și tratată sculptural, fără nici un adaos ornamental, ritmul plinurilor și golurilor fiind decorative în sine.
Cât privește mozaicul mural sau pavimental cu implicarea ceramicii, aceasta este o istorie care se pierde în trecutul antic al Egiptului și al Persiei. Tehnica a fost preluată de greci și de la aceștia de către romani. O adevărată afirmare a mozaicului a avut loc în sec. VI d. Hr. când la Constantinopol se produce o adevărată revoluție tehnică în arta murală, folosit până atunci cu precădere pentru pavimente și pardoseli, ia acum locul picturii cu tempera pe pereți, devine „picture eternal”. Problemele pe care le au mozaicarii Bizanțului aveau să se rezolve magistral, se puneau, de altfel și picturi murale: să nu se anuleze zidul și să se folosească asemenea materiile care să nu moară decât odată cu peretele.

## Arta sticlei
La fel ca în ceramică, prin prelucrarea utilă și deopotrivă, artistică a sticlei - dar dintr-o pastă, care nu este precum lutul, naturală, ci fabricată, se satisfac aceleași nevoi în formă precum:
- Vase de susținut, păstrat și transportat diverse lichide, preparate culinare;
- Obiecte explicit decorative (boluri, vaze) combinate uneori cu metalul sau cu lemnul;

Cu excepția obiectelor obținute fie în serie, industrial, cu șabloane, fie liber, manual, prin jet de aer și cu clește special, sticla este produsă prin laminare și în foi plane de câțiva milimetri grosime, perfect netede sau cu un ușor ornament în relief.
Sticla plană colorată (translucidă) sau clară (transparentă) are 2 binecunoscute utilizări artistice: vitraliul sau picturi cu sticlă și picturi de icoane pe sticle.
Dacă pictura de icoane pe sticlă fusese cel mai ușor și mai ieftin mijloc de răspândire a iconografiei ortodoxe în mediile românești sărace și analfabete, vitraliul avea o altă misiune: filtrarea veritabila a luminii solare printr-un ecleraj conceput sa abata privirea de la urâțenia lumii materiale, sa amplifice senzația de mister, de inexplicabil.
Arta vitraliului s-a impus și din necesitatea de a asigura o stabilitate mai mare deschiderilor prin rețele de plumb fixate în cadre metalice cu traverse, rectangulare în interiorul ferestrelor ogivale și concentrice la rază.